# (35353) 1997 RW9
1997 أر دابليو 9 (ويعرف أيضًا باسم (35353) 1997 أر دابليو 9 وفق تسمية الكوكب الصغير) (بالإنجليزية: 1997 RW9)‏ هو كويكب ضمن حزام الكويكبات؛ وترتيبه 35353 من حيث الاكتشاف.
اكتُشف هذا الجُرم الفلكي بواسطة Petr Pravec ‏ في 8 سبتمبر 1997.

## وصلات خارجية
- (35353) 1997 RW9 في قاعدة بيانات مختبر الدفع النفاث لأجرام النظام الشمسي الصغيرة

- الاكتشاف · مخطط المدار ·  العناصر المدارية · المعلمات المادية

- (35353) 1997 RW9 على موقع ويكي سكاي: DSS2, SDSS, GALEX, IRAS, Hydrogen α, X-Ray, Astrophoto, Sky Map, Articles and images